# Temburongpsyche anakan
Temburongpsyche anakan är en nattsländeart som beskrevs av Malicky 1995. Temburongpsyche anakan ingår i släktet Temburongpsyche och familjen stenhusnattsländor. Inga underarter finns listade i Catalogue of Life.